# Herlagrün
Herlagrün ist seit 1950 ein Ortsteil der Gemeinde Obercrinitz und gehört seit 1994 zur Gemeinde Crinitzberg im Landkreis Zwickau.

## Geographische Lage

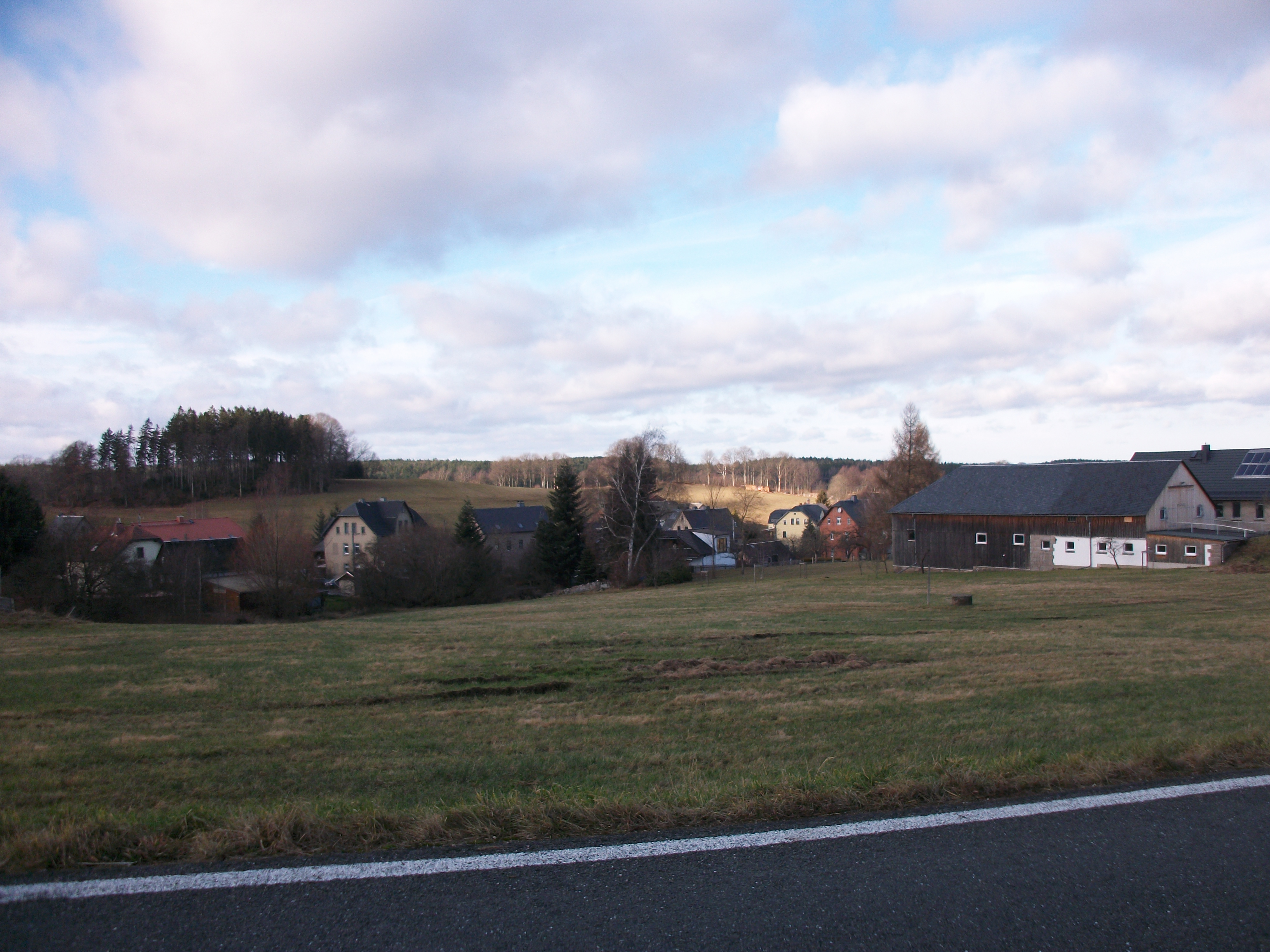
Blick auf Herlagrün

Herlagrün liegt am Oberlauf des Crinitzbachs, einem Seitenbach des Rödelbachs. Das Ortsgebiet geht nach Norden in den Ort Obercrinitz über.

## Geschichte
Das Dorf Herlagrün gehörte ursprünglich zu Wildenau im Vogtland und damit anders als Obercrinitz nicht zum Amt Zwickau, sondern zum vogtländischen Amt Plauen. Grundherr war das Rittergut Plohn. 1856 gehörte der Ort zum Gerichtsamt Auerbach/Vogtl. und 1875 zur Amtshauptmannschaft Auerbach. 1950 kam Herlagrün durch Umgemeindung von Wildenau zu Obercrinitz und somit zum Landkreis Zwickau. Durch eine Kreisreform gehörte es von Juli bis Dezember 1952 mit Obercrinitz kurzzeitig wieder zum Kreis Auerbach im Vogtland. Danach kam es endgültig zum Landkreis Zwickau. Zu Zeiten der DDR wurde im Ortsteil Herlagün ein großer Rinderstall errichtet. Seit der Bildung der Gemeinde Crinitzberg im Jahre 1994 gehört Herlagrün als Gemeindeteil zum Ortsteil Obercrinitz.

## Religionen
Herlagrün gehört zur evangelisch-lutherischen Kirchgemeinde St. Johannis in Obercrinitz in der Ephorie Zwickau. 

## Verkehr
Durch Herlagrün führt die Ortsstraße von Obercrinitz nach Wildenau im Vogtland.